# Leito
Nella mitologia greca,  Leito  era il nome di uno dei figli di Alettore, mentre secondo altre leggende i suoi genitori erano Lacrito e Teobula. Secondo altre versioni, egli sarebbe nato da Gea, la Terra, e sarebbe dunque fratello dei Giganti.

## Il mito
Quando Paride figlio di Priamo re di Troia prese con sé Elena moglie di Menelao, scoppiò una guerra fra la Grecia e i troiani. Fra i tanti eroi che risposero all'appello del fratello di Agamennone vi era Leito. Nel catalogo delle navi, chiamato anche Boiotia lo troviamo a capo dei beoti. Durante la guerra si distinse in più occasioni, ad esempio riuscì a uccidere un avversario forte come Filaco, esortava il proprio esercito quando il timore di non riuscire a vincere la lunga guerra si faceva strada. Leito non aveva paura di sfidare avversari forti come Ettore, anzi fu uno dei pochi a cavarsela in uno scontro con lui venendo ferito alla mano, rimanendo vivo nella confusa battaglia fra Ettore e Idomeneo.
La ferita riportata per mano dell'eroe troiano si rivelò seria per il giovane beota, il quale fu costretto ad abbandonare la guerra contro Troia e a tornare in patria, portando con sé le ceneri di Arcesilao, suo sfortunato compagno, morto per mano di Ettore.
Fu l'unico dei condottieri beoti a sopravvivere alla guerra di Troia: Tersandro, Clonio, Protoenore, Arcesilao e Peneleo morirono tutti infatti durante i combattimenti (ma per Virgilio anche Tersandro rimpatriò).
Secondo una tradizione, Leito morì in una circostanza davvero singolare, a causa di un grosso coltello caduto dai rami dell'albero all'ombra del quale egli si era sdraiato per riposare: l'arma si abbatté su di lui, tagliandogli quindi la testa di netto.

## Altri pareri
Per alcuni autori Leito avrebbe invece fatto parte della generazione precedente a quella dei combattenti di Troia: secondo lo Pseudo-Apollodoro egli partecipò alle imprese degli Argonauti per la conquista del vello d'oro.

### Fonti
- Omero, Iliade libro II versi 494, libro VI 35, libro XIII 91, libro XVII versi 600-606

### Moderna
- Robert Graves, I miti greci, Milano, Longanesi, ISBN 88-304-0923-5.